# Familien Gyldenkål
Familien Gyldenkål er en dansk film fra 1975. Den er den første i en serie på tre film om den excentriske familien Gyldenkål. Siden fulgte Familien Gyldenkål sprænger banken (1976) og Familien Gyldenkål vinder valget (1977).
Manuskriptet blev skrevet af Poul-Henrik Trampe, og den er instrueret af Gabriel Axel.

## Medvirkende
- Axel Strøbye
- Kirsten Walther
- Birgitte Bruun
- Martin Miehe-Renard
- Karen Lykkehus
- Bertel Lauring
- Ove Sprogøe
- Lily Broberg
- Jens Okking
- Karl Stegger
- Brigitte Kolerus
- Helle Merete Sørensen
- Bjørn Puggaard-Müller
- Otto Brandenburg
- Lisbet Dahl
- Claus Ryskjær
- Hans Christian Ægidius
- Tommy Kenter
- Hardy Rafn
- Benny Hansen
- Ebba With
- Jens Brenaa
- Poul Thomsen
- Gyda Hansen
- Ernst Meyer
- Søren Rode
- Karl Gustav Ahlefeldt

## Eksterne links
- Familien Gyldenkål på Internet Movie Database (engelsk)
- Familien Gyldenkål på Filmdatabasen
- Familien Gyldenkål på danskefilm.dk
- Familien Gyldenkål på danskfilmogtv.dk
- Familien Gyldenkål i Svensk Filmdatabas (svensk)
- Familien Gyldenkål på MovieMeter (nederlandsk)
- Familien Gyldenkål på AllMovie (engelsk)
- Familien Gyldenkål på Turner Classic Movies (engelsk)
- Familien Gyldenkål på The Movie Database (engelsk)
- Familien Gyldenkål på Filmaffinity (engelsk)